# Барбара О'Ніл
Одрі Барбара О'Ніл (англ. Barbara O'Neil, нар. 17 липня 1910 — пом. 3 вересня 1980) — американська акторка, номінантка на премію «Оскар за найкращу жіночу роль другого плану» у 1940 році.

## Біографія
Барбара О'Ніл народилась у Сент-Луїсі, штат Міссурі. Акторську кар'єру почала з виступів у театрі університету міста Кейп Коб, під керівництвом Джошуа Логана, з яким згодом взяла шлюб. 1937 року дебютувала в кіно, у стрічці «Стелла Даллас», а 1939 року зіграла матір Скарлет О'Гара у стрічці «Віднесені вітром».
Рік потому з'явилась у стрічці «Все це та небо у додаток», де зіграла герцогиню Празлинську, за роль якої була номінована на «Оскар» як найкраща акторка другого плану. У подальшому з'явилась ще в 8 кінокартинах, серед яких фільм-нуар «Ангельське обличчя» (1952) з Джин Сіммонс та драма «Історія черниці» (1959) з Одрі Гепберн.
Барбара О'Ніл померла від серцевого нападу у вересні 1980 року у віці 70 років.

## Фільмографія
| Рік  |   | Українська назва         | Оригінальна назва        | Роль           |
| ---- | - | ------------------------ | ------------------------ | -------------- |
| 1937 | ф | Stella Dallas            | Stella Dallas            |                |
| 1938 | ф | The Toy Wife             | The Toy Wife             |                |
| 1938 | ф | I Am the Law             | I Am the Law             |                |
| 1939 | ф | Віднесені вітром         | Gone with the Wind       | Еллін О'Гара   |
| 1939 | ф | When Tomorrow Comes      | When Tomorrow Comes      |                |
| 1939 | ф | Tower of London          | Tower of London          |                |
| 1940 | ф | All This, and Heaven Too | All This, and Heaven Too |                |
| 1941 | ф | Shining Victory          | Shining Victory          |                |
| 1947 | ф | Secret Beyond the Door   | Secret Beyond the Door   |                |
| 1948 | ф | I Remember Mama          | I Remember Mama          |                |
| 1949 | ф | Вир                      | Whirlpool                |                |
| 1952 | ф | Ангельське обличчя       | Angel Face               | Кетрін Тремейн |
| 1959 | ф | Історія черниці          | The Nun's Story          |                |